# Fusione galattica

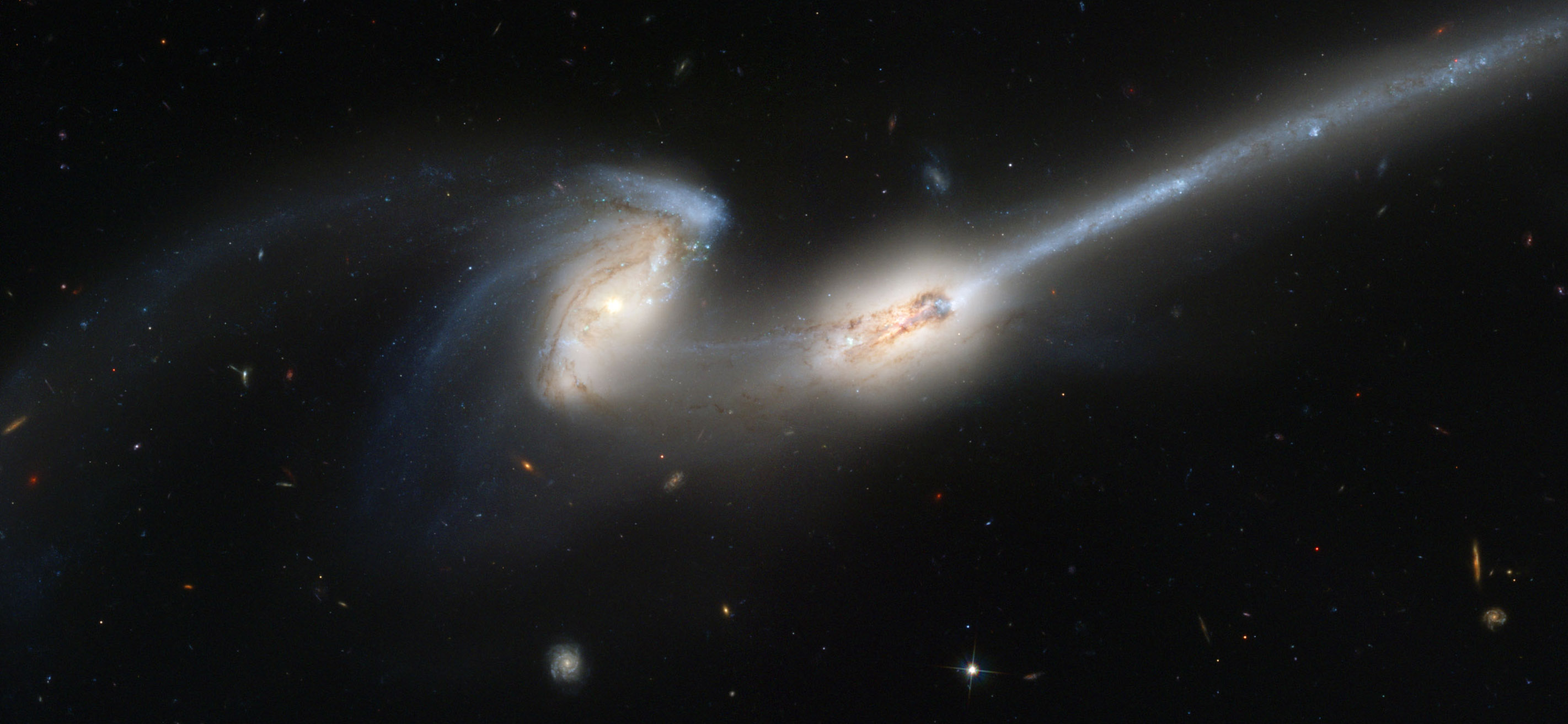
Le Galassie Topo (NGC 4676 A&B) sono due galassie in fase di fusione.

Una fusione galattica è un evento che può verificarsi quando due o più galassie collidono. Si tratta del tipo più violento di interazione galattica, i cui effetti sulle singole galassie, dovuti sia alle interazioni gravitazionali tra i soggetti interagenti che all'attrito dinamico tra i gas e la polvere cosmici, sono di enorme portata e dipendono da diversi fattori, come gli angoli di collisione, le velocità dei corpi celesti coinvolti e le dimensioni relative di questi ultimi.
Le fusioni galattiche sono un vasto argomento di ricerca per l'astrofisica odierna, poiché il tasso di fusione galattica è una misura di fondamentale importanza per capire l'evoluzione galattica e fornisce agli astrofisici indizi per ricostruire la storia dell'Universo.

## Descrizione

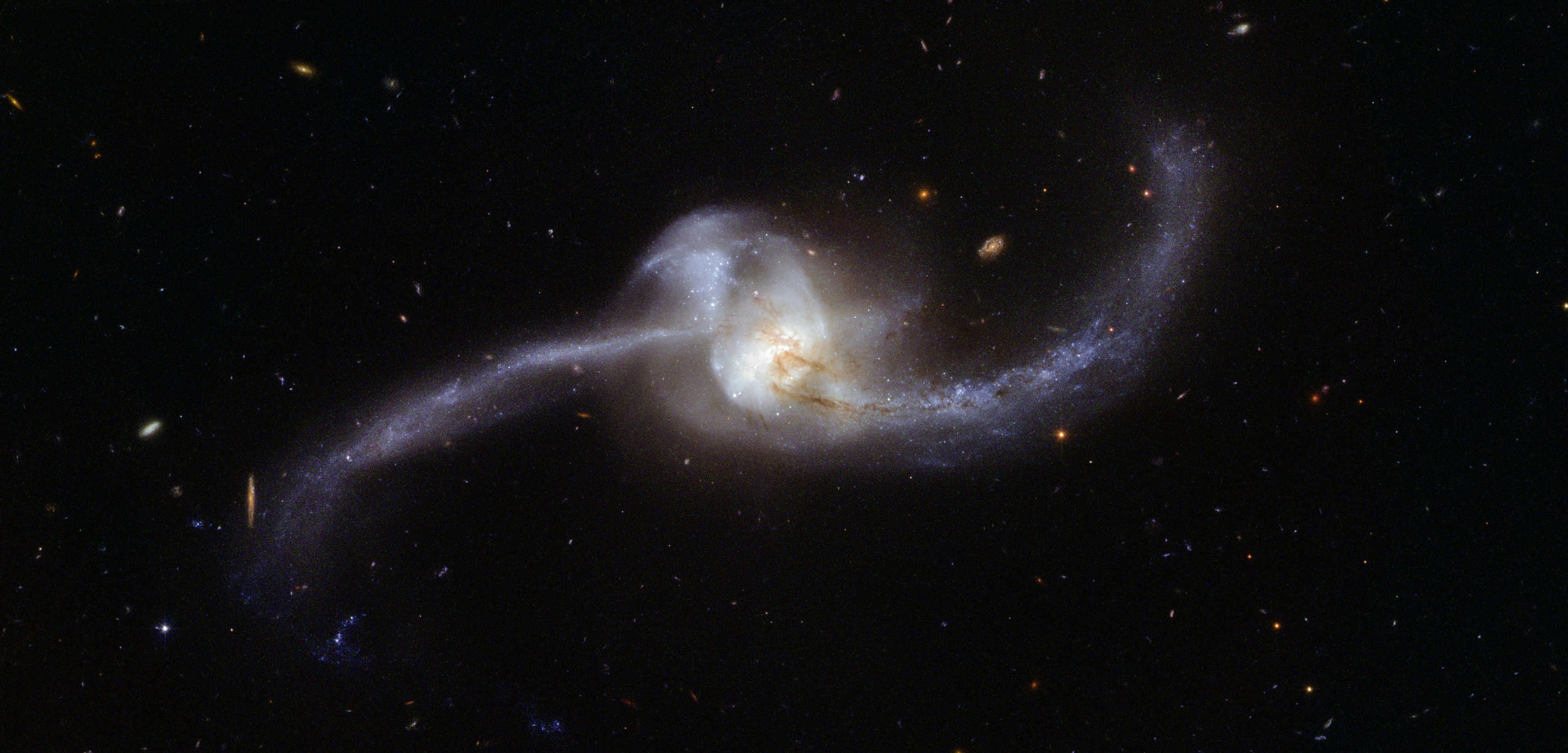
La coppia di galassie NGC 2623, un esempio di fusione all'ultimo stadio.

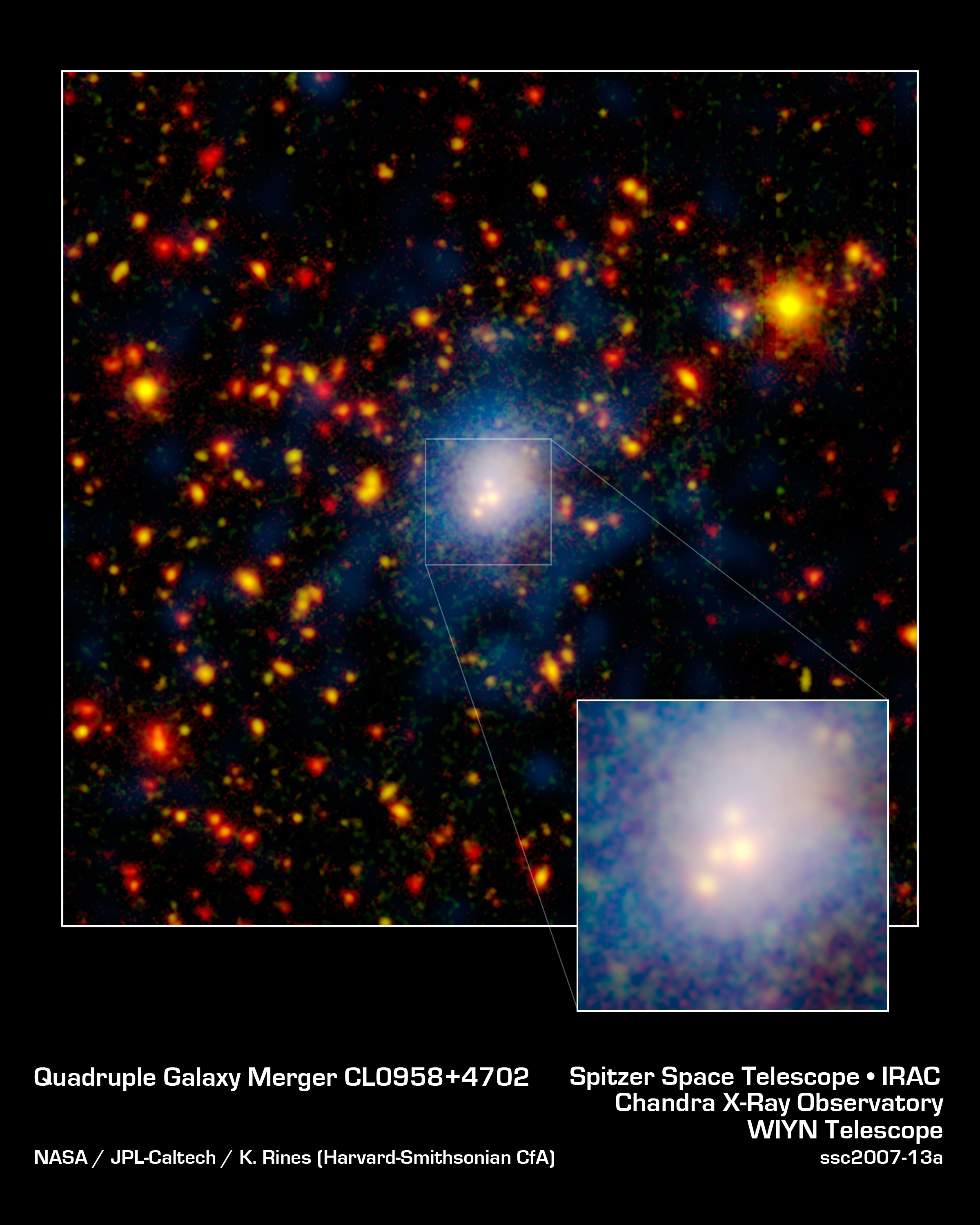
La fusione di quattro galassie che sta avvenendo nell'ammasso ClG J0958+4702.

Durante una fusione galattica sia le stelle che la materia oscura di una galassia possono essere disturbate dalle altre galassie in avvicinamento, tanto che, durante le ultime fasi della fusione, il potenziale gravitazionale (vale a dire la forma della galassia) inizia a cambiare così rapidamente e drasticamente, in un processo che viene chiamato "rilassamento violento", che le orbite delle stelle possono subire alterazioni così profonde da far perdere ogni indizio sul loro precedente percorso. Per esempio, all'inizio di una collisione tra due galassie a disco, le stelle di entrambe le galassie ruotano ordinatamente sui piani dei due dischi separati ma, durante la fusione, tale moto si trasforma tanto che la galassia risultante è dominata da stelle che orbitano attorno al centro galattico in una complicata rete di orbite interagenti dai tracciati quasi casuali, come si osserva nelle galassie ellittiche.

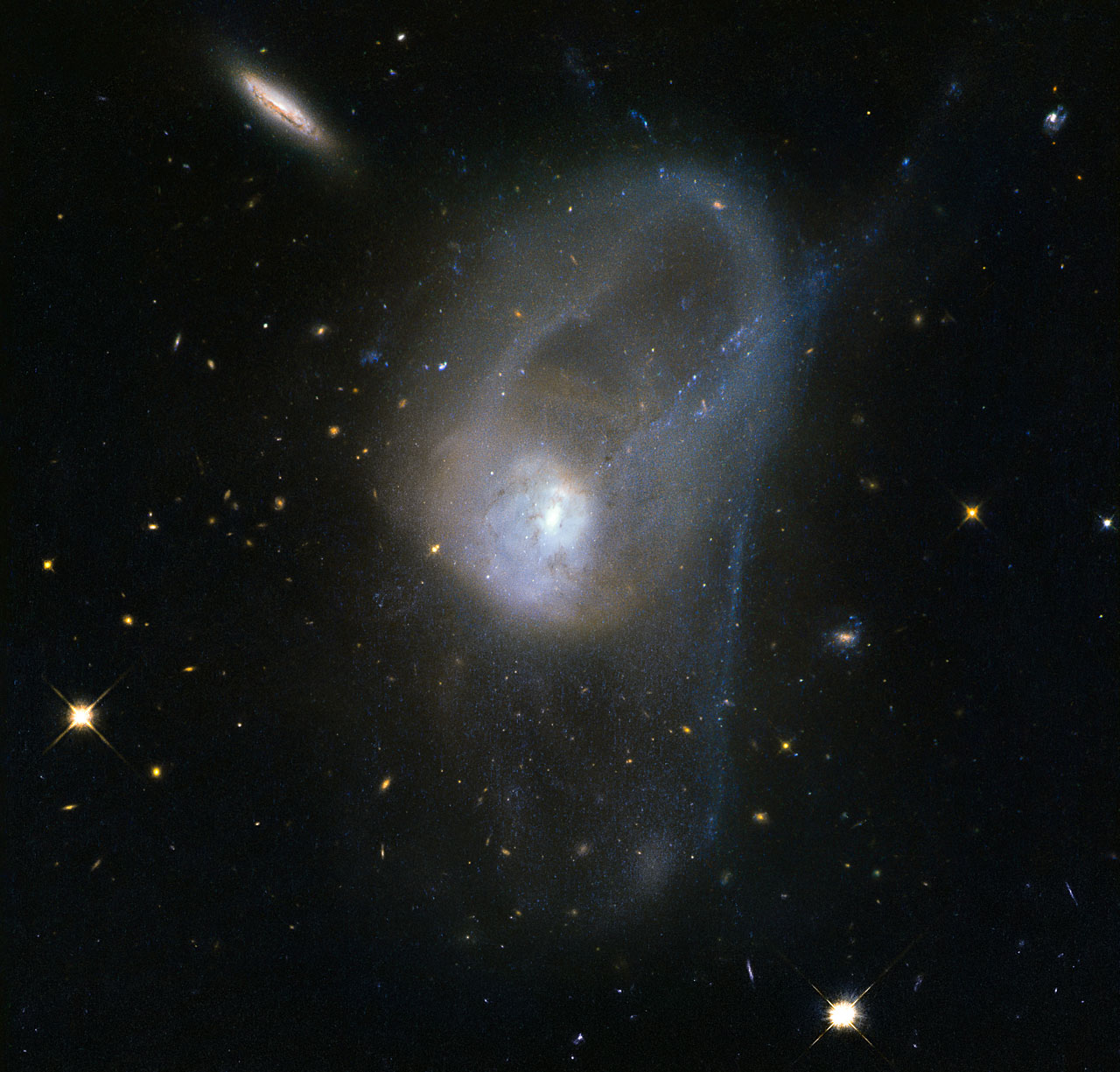
NGC 3921 è una coppia di galassie a disco impegnate nelle ultime fasi di una fusione.

Le fusioni sono eventi che portano spesso anche a un elevato tasso di formazione stellare, risultando essere dei veri e propri siti starburst. Il valore tipico di tale tasso di formazione è di poco meno di 100 masse solari all'anno, che è già un valore importante se rapportato all'attuale tasso di formazione stellare della nostra galassia, la Via Lattea, che è di circa 0,68-1,45 masse solari all'anno,  ma che può arrivare anche alle migliaia di masse solari all'anno a seconda del contenuto di gas di ogni galassia e del suo spostamento verso il rosso.
Sebbene durante una fusione galattica la stelle delle galassie interagenti non si avvicinino quasi mai abbastanza da poter effettivamente collidere, accade comunque che enormi nubi molecolari precipitino velocemente verso il centro della galassia in formazione, unendosi quindi con altre nubi molecolari e formando nubi che, collassando, danno origine a nuove stelle. Si ritiene che tale fenomeno, attualmente osservabile in molte fusioni galattiche a noi note, abbia avuto una maggiore intensità durante le fusioni che hanno portato alle galassie ellittiche oggi visibili e che si stima siano avvenute tra 1 e 10 miliardi di anni fa, quando le galassie erano più ricche di gas e conseguentemente di nubi molecolari. Inoltre, anche lontano dal centro della galassia in formazione, le nubi di gas si compenetrano l'un l'altra, dando origine a onde d'urto che, propagandosi all'interno delle nubi stesse, possono innescare la formazione stellare. Il risultato di tutti questi processi è che, una volta terminata la fusione, la galassia formatasi risulta avere un basso contenuto di gas residuo utile a dare origine a nuove stelle. Quindi, se due galassie sono coinvolte in una fusione "maggiore", al termine di questa, ossia dopo diverse centinaia di milioni di anni, la galassia risultante dalla fusione avrà un basso contenuto di stelle giovani rimaste, esattamente come si può oggi osservare nelle galassie ellittiche a noi note, in cui sono presenti poche stelle giovani e poche nubi molecolari. Proprio per questo si ritiene oggi che le galassie ellittiche siano il risultato finale di enormi fusioni galattiche che hanno consumato la maggior parte del gas durante il loro procedere dando come risultato una galassia con un tasso di formazione stellare decisamente basso.
Al giorno d'oggi grazie a software sempre più avanzati, è possibile simulare diversi tipi di fusioni galattiche, utilizzando coppie di galassie di qualsiasi tipo e tenendo conto di molti fattori come tutte le interazioni gravitazionali, l'energia e la massa rilasciate nel mezzo interstellare dalle supernove, la fluidodinamica dei gas interstellari e molto altro. Un simile archivio di fusioni galattiche, chiamato Galmer, può essere liberamente consultato online.
Una delle più vaste fusioni mai osservate è quella attualmente visibile nell'ammasso di galassie ClG J0958+4702, a una distanza di circa 5 miliardi di anni luce dalla Terra, che coinvolge ben quattro galassie ellittiche e che potrebbe dar origine a una delle più grandi galassie conosciute.

## Classificazione
Le fusioni galattiche possono essere classificate in base ad alcune delle proprietà delle galassie coinvolte nell'evento, come il loro numero, la loro dimensione relativa e il loro quantitativo di gas.

### Numero
Le fusioni possono essere catalogate in base al numero di galassie in esse coinvolte:
Fusione binariaUna fusione galattica è detta "binaria" quando coinvolge due galassie interagenti.
Fusione multiplaUna fusione galattica è detta "multipla" quando coinvolge tre o più galassie interagenti.

### Dimensione
Le fusioni possono essere catalogate in base a quanto la galassia più grande tra quelle coinvolte nel processo risulta modificata nella forma o nella dimensione dopo la fusione:
Fusione minoreUna fusione è detta "minore" se una delle galassie coinvolte è significativamente più grande dell'altra o delle altre. In un simile scenario la galassia più grande ingloberà la più piccola, assorbendo la gran parte del suo gas e delle sue stelle senza subire una modifica sostanziale. Si ritiene che la stessa Via Lattea stia attualmente assorbendo diverse galassie più piccole in questo modo, come la Galassia Nana Ellittica del Cane Maggiore e probabilmente anche la Grande Nube di Magellano, e che la Corrente stellare della Vergine sia quello che rimane di una galassia nana sferoidale quasi del tutto fusasi con essa.
Fusione maggioreUna fusione è detta "maggiore" quando riguarda galassie che hanno approssimativamente la stessa dimensione; prendendo il caso di due galassie a spirale, si ritiene che se i due corpi celesti collidono con un angolo e una velocità appropriati, allora la fusione avviene in modo tale da portare all'espulsione di polveri e gas attraverso una serie di meccanismi che spesso includono uno stadio in cui sono presenti dei nuclei galattici attivi, attivati proprio dalla concentrazione conseguente al processo di fusione. Si ritiene che in questo caso il risultato della fusione sia una galassia ellittica e molti astronomi concordano nel ritenere che sia stato proprio questo il meccanismo originario alla base della creazione di tali galassie. Un esempio di fusione maggiore è quello visibile nella costellazione del Leone, tra le galassie NGC 3808 e NGC 3808A (conosciute anche come Arp 87), mentre un'altra fusione maggiore è quella che ci si attende avverrà tra circa 4,5 miliardi di anni tra la Via Lattea e la galassia di Andromeda e che darà come risultato una galassia ellittica gigante.

### Contenuto di gas
Le fusioni possono essere catalogate in base alle interazioni dei gas presenti all'interno o attorno alle galassie coinvolte:
Fusione bagnataUna fusione galattica è detta "bagnata" quando avviene tra due o più galassie con un alto contenuto di gas intergalattico (le cosiddette "galassie blu"). Questo tipo di fusioni è caratterizzato da un elevato tasso di formazione stellare, trasforma due galassie a disco in una galassia ellittica e può innescare l'attività di un quasar.
Fusione a seccoUna fusione galattica è detta "a secco" quando avviene tra due o più galassie con un basso contenuto di gas intergalattico (le cosiddette "galassie rosse"). Solitamente questo genere di fusioni non cambia molto il tasso di formazione stellare delle galassie coinvolte, ma aumenta comunque la massa stellare.
Fusione umidaUna fusione galattica è detta "umida" quando avviene tra due galassie dello stesso tipo, blu o rosse, e nel caso in cui sia presente abbastanza gas da consentire una significativa formazione stellare ma non abbastanza da formare ammassi globulari.
Fusione mistaUna fusione galattica è detta "mista" quando avviene tra galassie ricche di gas e galassie che ne hanno invece un basso contenuto.

## Esempi
Oltre a quelle già citate, altri esempi di galassie che stanno fondendosi o che si ritiene siano state formate da una fusione sono:
- Galassie Antenne
- Galassie Topo
- NGC 5128
- NGC 7318